# Paradoxornithinae
Los pico de loros son un grupo de aves paseriformes peculiares antes considerado como la familia Paradoxornithidae. Son nativas de oriente y el sudeste de Asia, aunque existen poblaciones naturalizadas en otros lugares. Son aves generalmente pequeñas, de cola larga, que viven en carrizales y hábitats similares. Se alimentan mayormente de semillas como las de gramíneas, a las cuales su pico está bien adaptado como su nombre implica. Como viven en los climas cálidos tropicales, suelen ser no migratorias.
El bigotudo (Panurus biarmicus) una especie euroasiática por mucho tiempo considerada dentro de este grupo, es comparativamente más insectívora, especialmente en verano. También difiere notoriamente en su morfología, y fue puesta en varias oportunidades en Panuridae, una familia propia monotípica. Los datos de secuencia de ADN apoyan esto.
Antes, los picos de loros y el bigotudo, por cierto parecido en la apariencia y los hábitos, fueron incluidos entre los miembros de la familia Paridae. Estudios posteriores no encontraron justificación para presumir parentesco cercano con los paros y por lo tanto los pico de loros y el bigotudo se ubicaron en una familia separada, Paradoxornithidae. Como el nombre ‘aves paradójicas’ sugiere, los parentescos de este grupo son muy inciertos, aunque a finales del siglo XX, éste fue generalmente visto como cercano a Timaliidae y a Sylviidae.
Desde 1990 (Sibley & Ahlquist 1990), se añadieron los datos moleculares para ayudar en los esfuerzos por descubrir los verdaderos parentescos de los picos de loros. Como las especies de Paradoxornis son generalmente evasivas y en muchos casos poco conocidas, fueron los especímenes de bigotudos los que se solieron usar para los análisis, dado que son más fáciles de conseguir. A menudo todo el grupo fue dejado completamente fuera de los análisis, siendo pequeño y aparentemente insignificante en el amplio espectro de la evolución de las aves (por ejemplo Barker et al. 2002, 2004). Los bigotudos tendían a aparecer cercanos a los Alaudidae en filogenias basadas en por ejemplo hibridación de ADN-ADN (Sibley & Ahlquist 1990), o en datos de secuencia de citocromo b del ADNmt y exón 3 de c-myc, RAG-1 e intrón 2 de mioglobina del ADNn (Ericson & Johansson 2003). La ubicación en una superfamilia Sylvioidea que contiene aves tales como Sylviidae, Timaliidae y Aegithalidae fue confirmada.
Cibois (2003a) analizó las secuencias citocromo b del ADNmt y ARNr 12S/16S de algunos Sylvioidea, entre los cuales varias especies de Paradoxornis pero no de bigotudo (Panurus). Estas especies formaron un clado robusto más cercano a los chipes típicos Sylvia y algunos presuntos Timaliidae como Chrysomma sinense que a otras aves. El rompecabezas fue finalmente resuelto por Alström et al. (2006), quienes estudiaron secuencias de citocromo b del ADNmt e intrón 2 de mioglobina del ADNn de un espectro más amplio de Sylvioidea. Los bigotudos no son parientes de los picos de loros, sino que forman un linaje propio cuyas relaciones de parentesco no están resueltas completamente en el presente. Por otra parte, la presencia de los picos de loros en el clado que contiene a Sylvia, necesitó que los hasta entonces Paradoxornithidae fueran ubicados como sinónimos de Sylviidae. Cibois (2003b) incluso sugiere que los Sylviidae mismos deben fusionarse con los remanentes de Timaliidae y adoptar este último nombre como nombre familiar del nuevo conjunto. Esto por el momento no ha sido seguido y los investigadores permanecen en duda dado que quedan por examinar las relaciones de muchos taxones de Sylviidae y de Timaliidae. De cualquier forma, lo más probable es que el clado de los Sylvidae típicos y picos de loros sea monofilético y por lo tanto concuerda con los requerimientos modernos para un taxón. Por lo tanto mantener Sylvidae para este clado robusto o sinonimizarlo con Timaliidae es un asunto de decidir cuantas familias formar en el clado superior.
La conclusión interesante desde un punto de vista evolutivo es que los Sylviidae típicos y los picos de loros, morfológicamente homogéneos dentro de ambos grupos pero altamente diferenciados entre sí, forman los dos extremos en la evolución divergente de los Syviidae. Esto es subrayado si se mira a los parientes más cercanos de los picos de loros en la reorganizada familia Sylviidae, el género Chrysomma, que son especies no especializadas intermedias en aspecto, hábitats y costumbres entre los Sylviidae típicos y los picos de loro. Presumiblemente los sylviidos ancestrales se parecían mucho a estas aves. Cuan dramáticos fueron los cambios evolutivos que conformaron los picos de loros en su adaptación para alimentarse de semillas cariposis de hierbas u otras semillas similares, puede verse comparándoles con las fulvetas típicas, las que antes se consideraban en el género Alcippe dentro de Timaliidae (Pasquet 2006). Estas parecen como malúridos de colores beige, sin ninguna de las adaptaciones al alimento y al hábitat de los picos de loros. Pero parece que el ancestro común de las fulvetas típicas y de los picos de loros evolucionó independientemente en al menos dos linajes de picos de loros (Cibois 2003a) & (Yeung et al 2006). Solo el herrerillo chochín, el único sylviido americano, se parece a los picos de loros mucho en su aspecto, pero no en el patrón de colores, y por supuesto tampoco en la forma del pico, dado que es insectívoro. 

## Especies de picos de loro
Paradoxornis  es aparentemente parafilética con Conostoma. Profundas divergencias se encontraron entre los clados mayores; en la base Conostoma en un clado de especies grandes, seguido de dos clados de especies más pequeñas, que difieren marcadamente en el patrón de plumajes. Esto, junto con los datos de coloración de los huevos, (Walters 2006) brinda apoyo considerable a la división de Paradoxornis en al menos tres géneros y posiblemente hasta ocho (ver ).

### Clado de grandes especies
Género Conostoma
- Conostoma oemodium, gran pico de loro, Great Parrotbill

Género Paradoxornis
(Sub)Género Cholornis or Heteromorpha
- Paradoxornis paradoxus (o Cholornis), pico de loro de tres dedos, Three-toed Parrotbill
- Paradoxornis unicolor (o Cholornis), pico de loro castaño, Brown Parrotbill

(Sub)Género Paradoxornis
Huevos blancos con cantidad variable de punteados o manchas castañas. Linaje más basal, posiblemente cercano a Lioparus chrysotis y/oRhopophilus pekinensis).
- Paradoxornis guttaticollis, pico de loro de pecho manchado, Spot-breasted Parrotbill
- Paradoxornis flavirostris, pico de loro de pecho negro, Black-breasted Parrotbill

(Sub)Género Psittiparus
Huevos de color crema pálido o azuloso con ornamentación más intensa.
- Paradoxornis gularis(o Psittiparus), pico de loro de cabeza gris, Grey-headed Parrotbill
- Paradoxornis ruficeps (o Psittiparus), pico de loro de cabeza roja, Rufous-headed Parrotbill

(Sub)Género Calamornis
Huevos de color verde pálido a blancos, ornamentados como en Psittiparus.
- Paradoxornis heudei (o Calamornis), pico de loro de carrizos, Reed Parrotbill
  - Paradoxornis (heudei) polivanovi (o Calamornis), pico de loro norteño, Northern Parrotbill

### Clado de especies pequeñas parduzcas
Huevos pequeños sin manchas, azul medio o más pálido. Posiblemente cercano a alguna de las siguientes o a todas: Fulvetta (fulvetas típicas), Chrysomma, o Chamaea.
(Sub)Género Chleuasicus
- Paradoxornis atrosuperciliaris (o Chleuasicus), pico de loro de ceja negra, Black-browed Parrotbill

(Sub)Género Sinoparadoxornis
- Paradoxornis conspicillatus (o Sinoparadoxornis), pico de loro de anteojos, Spectacled Parrotbill
- Paradoxornis brunneus (o Sinoparadoxornis), pico de loro de alas castañas, Brown-winged Parrotbill
- Paradoxornis ricketti (o Sinoparadoxornis), pico de loro de Yunnan, Yunnan Parrotbill
- Paradoxornis alphonsianus (o Sinoparadoxornis), pico de loro de garganta gris, Ashy-throated Parrotbill
- Paradoxornis webbianus, pico de loro de garganta vinoso, o picoloro de Webb según la propuesta de la S. E. O (Sociedad Española de Ornitología) Vinous-throated Parrotbill
- Paradoxornis zappeyi (o Sinoparadoxornis), pico de loro de capucha gris, Grey-hooded Parrotbill
- Paradoxornis przewalskii(o Sinoparadoxornis), pico de loro de garganta herrumbrosa, Rusty-throated Parrotbill

### Clado de especies pequeñas amarillentas
Huevos pequeños sin manchas, azul medio o más pálido. Posiblemente cercano a alguna de las siguientes o a todas: Fulvetta (fulvetas típicas), Chrysomma, o Chamaea.
(Sub)Género Suthora
- Paradoxornis fulvifrons (o Suthora), pico de loro amarillo leonado, Fulvous Parrotbill
- Paradoxornis nipalensis (o Suthora), pico de loro de garganta negra, Black-throated Parrotbill
  - Paradoxornis (nipalensis) poliotis (o Suthora), pico de loro de Blyth, Blyth's Parrotbill
- Paradoxornis verreauxi (o Suthora), pico de loro dorado, Golden Parrotbill

### Clado dudoso
- Paradoxornis davidianus (o  Neosuthora), pico de loro de cola corta, Short-tailed Parrotbill

## ¿Otros Paradoxornithinae?
Concebiblemente, los pico de loro y sus parientes cercanos podrían ser considerados independientemente en una subfamilia Paradoxornithinae, ellos parecen formar un clado ciertamente bien apoyado aunque su posición respecto a los Sylviidae basales no es clara (Cibois 2003a, Jønsson & Fjeldså 2006).
- Género Lioparus - antes en Alcippe (Timaliidae)
  - Lioparus chrysotis, fulveta de pecho dorado, Golden-breasted Fulvetta
- Género Fulvetta –fulvetas típicas, antes en Alcippe (Timaliidae)
  - Fulvetta ruficapilla, fulveta de anteojos, Spectacled Fulvetta
  - Fulvetta striaticollis, fulveta china, Chinese Fulvetta
  - Fulvetta vinipectus, fulveta de cejas blancas, White-browed Fulvetta
  - Fulvetta cinereiceps, fulveta de garganta rayada, Streak-throated Fulvetta (posiblemente polifilética)
  - Fulvetta ludlowi, fulveta de Ludlow, Ludlow's Fulvetta – ubicada tentativamente aquí
- Género Chrysomma - antes en Timaliidae
  - Chrysomma sinense, charlatán de ojo amarillo, Yellow-eyed Babbler
  - Chrysomma altirostre, charlatán de Jerdon, Jerdon's Babbler
    - Chrysomma altirostre altirostre charlatán birmano de Jerdón, Burmese Jerdon's Babbler - extinto (en la década de 1940)

  - Chrysomma poecilotis, charlatán de cola roja, Rufous-tailed Babbler
- Género Chamaea
  - Chamaea fasciata, herrerillo chochín, Wrentit
- Género Rhopophilus
  - Rhopophilus pekinensis, chip chino de cejas blancas, White-browed Chinese Warbler